# Purani
Purani è un comune della Romania di 1 716 abitanti, ubicato nel distretto di Teleorman, nella regione storica della Muntenia. 
Il comune è formato dall'unione di 2 villaggi: Purani e Puranii de Sus.
Purani è divenuto comune autonomo nel 2004, staccandosi dal comune di Siliștea.